# Bijugis murinella
Bijugis murinella är en fjärilsart som beskrevs av Philogène Auguste Joseph Duponchel 1842. Bijugis murinella ingår i släktet Bijugis och familjen säckspinnare. Inga underarter finns listade i Catalogue of Life.